# Hydraecia fuscoquadrata
Hydraecia fuscoquadrata là một loài bướm đêm trong họ Noctuidae.